# Parerythropodium coralloides
Parerythropodium coralloides är en korallart som först beskrevs av Peter Simon Pallas 1766.  Parerythropodium coralloides ingår i släktet Parerythropodium och familjen läderkoraller. Inga underarter finns listade i Catalogue of Life.